# Ruși (Fehér megye)
Ruși falu Romániában, Erdélyben, Fehér megyében.

## Fekvése
Nagyompoly (Izvoru Ampoiului) közelében fekvő település.

## Története
Ruşi korábban Nagyompoly (Izvoru Ampoiului) része volt. 1956 táján vált külön 118 lakossal.
1966-ban 99, 1977-ben 83, 1992-ben 66, 2002-ben pedig 45 román lakosa volt.